# Alexander Kipnis
Alexander Kipnis  (en ukrainien : Олександр Кіпніс), né le 1er février 1891 à Jitomir, alors dans l'Empire russe, aujourd'hui en Ukraine, et mort le 14 mai 1978 à Westport (Connecticut), aux États-Unis, est un chanteur d'opéra (basse) ukrainien, naturalisé américain en 1931.

## Biographie
Il fit ses études à Varsovie et Berlin. La Première Guerre mondiale le trouve à Berlin. Il est interné comme étranger, mais un colonel mélomane le délivre et le fait débuter en 1915 à Hambourg.
Il chanta à Wiesbaden de 1916 à 1918, à l'Opéra allemand de Berlin de 1919 à 1930, à l'Opéra d'État de Berlin de 1932 à 1935, puis de 1940 à 1952 au Metropolitan Opera de New York. Il était régulièrement invité dans les plus grands festivals depuis 1924, interprétant tant des rôles sérieux (Sarastro, Boris Godounov, le Roi Marke, Golaud) que de basse-bouffe (Leporello). Il chantait également régulièrement au Festival de Bayreuth avant que les nazis ne l'en chassent en 1933. Il obtiendra la nationalité américaine. Après avoir pris sa retraite des planches, il enseigna le chant à New York.
Alexander Kipnis était incontestablement la superstar parmi les basses de son temps. Sa voix à la fois puissante et capable de nuances infinies et son don pour les langues étrangères lui permettaient de cultiver un répertoire gigantesque. C'était aussi un grand interprète de lieder (Johannes Brahms, Hugo Wolf...)

## Sources
- (de) Horst Seeger, Opernlexikon, 4. Auflage 1989, Henschelverlag Kunst und Gesellschaft Berlin, DDR.
- Richard Martet, Les grands chanteurs du XXe siècle, Paris, Buchet-Chastel, 2012, p. 217-222